# Wallhausen, Schwäbisch Hall
Wallhausen là một đô thị ở huyện Schwäbisch Hall trong bang Baden-Württemberg thuộc nước Đức.